# Elvira Angela Gross
Elvira Angela Gross (Groß) ( 1954-2005 ) fue una botánica alemana. Recibió su doctorado en la Universidad de Heidelberg.

## Algunas publicaciones
- e.a. Gross. 2001. Tillandsien für Zimmer und Wintergarten. 2ª ed. de Ulmer, 93 pp. ISBN 3800132222

- --------------. 2001. DuMont&s Handbuch Pflanzennamen und ihre Bedeutung. Ed. DuMont, 240 pp. ISBN 3770155572

- --------------. 1997. Palmeiras de interior. Colecção Habitat 159. Tradujo Cláudia Coelho. Ed. Presença, 75 pp. ISBN 9722321668

- --------------, w. Rauh. 1997. Bromelienstudien: 1. Neue und wenig bekannte Arten aus Peru und anderen Ländern. Vol. 23, 95 de Tropische und subtropische Pflanzenwelt. Ed. Steiner, 41 pp. ISBN 3515070834

- --------------. 1995. Palmen auswählen und pflegen.: Die beliebtesten Arten im Porträt. Dazu attraktive Gestaltungs-Ideen. GU Ratgeber Zimmerpflanzen. 2ª ed. de Graefe und Unzer Verlag, 63 pp. ISBN 3774226660

- --------------. 1990. Neue und wenig bekannte Arten aus Peru und anderen Ländern. Vol. 21 Bromelienstudien. Ed. Akademie der Wissenschaften und der Literatur, 48 pp. ISBN 3515057757

- --------------, werner Rauh, sylvia Böhme. 1984. Bromelienstudien. Vol. 1, 15 Tropische und subtropische Pflanzenwelt. Ed. Steiner, 62 pp. ISBN 3515038280

- La abreviatura «E.Gross» se emplea para indicar a Elvira Angela Gross como autoridad en la descripción y clasificación científica de los vegetales.[1]